# 伊達爾戈縣 (新墨西哥州)
伊達爾戈縣（英語：Hidalgo County）是位於美国新墨西哥州西南部的一個县，南鄰墨西哥，西鄰亞利桑那州，面積8,925平方公里。根據2020年美國人口普查，共有人口4,178人。縣治洛茲堡。該縣成立於1919年2月25日，縣名一說紀念墨西哥獨立之父米格爾·伊達爾戈；另一說紀念結束美墨戰爭的《瓜达卢佩-伊达尔戈条约》的簽署地。

## 外部連結
- Geology of Lordsburg Quadrangle, Hidalgo County
- Animas, Cotton City, and Playas
- Hidalgo county, New Mexico （页面存档备份，存于）
- Hidalgo county, New Mexico （页面存档备份，存于）